# Haldibari
Haldibari é uma cidade e um município no distrito de Koch Bihar, no estado indiano de Bengala Ocidental.

## Geografia
Haldibari está localizada a 26° 20′ N, 88° 46′ L. Tem uma altitude média de 57 metros (187 pés).

## Demografia
Segundo o censo de 2001, Haldibari tinha uma população de 13 170 habitantes. Os indivíduos do sexo masculino constituem 51% da população e os do sexo feminino 49%. Haldibari tem uma taxa de literacia de 67%, superior à média nacional de 59,5%: a literacia no sexo masculino é de 72% e no sexo feminino é de 62%. Em Haldibari, 12% da população está abaixo dos 6 anos de idade.